# Gazzetta Rossazzurra
Gazzetta Rossazzurra è un quindicinale italiano fondato nel 1999 da Vincenzo Anicito, per divulgare le vicende del territorio pedemontano dell'Etna nei dintorni della città di Paternò, attraverso articoli di attualità, cultura e sport, con una distribuzione pressoché costante di circa 5000 copie.

## Storia
Il periodico nato come "La Gazzetta Rossazzurra Di Sicilia" fu fondato il 31 ottobre 1999 dal dott. Vincenzo Anicito, già giornalista di diverse testate a carattere nazionale, regionale e locale, assieme agli amici e collaboratori Luca Befumo e Antonio Ciccia, per far conoscere agli abitanti della fascia pedemontana a Sud dell'Etna le vicende sportive legate al Paternò Calcio. Successivamente, non si parlò soltanto di Paternò calcio, ma anche e soprattutto di attualità, cultura e politica, raggiungendo alti indici di gradimento. 
Nel 2019 il giornale ha festeggiato i 20 anni di pubblicazione e le 570 uscite, dato che la periodicità è stata sempre rispettata con cadenza regolare, ad eccezione nel marzo 2020, quando invece di 2 numeri mensili, a causa del lockdown, ne uscì soltanto 1. Nel 2006 ha edito anche il libro Imago Barbarae a cura di Vincenzo Anicito.

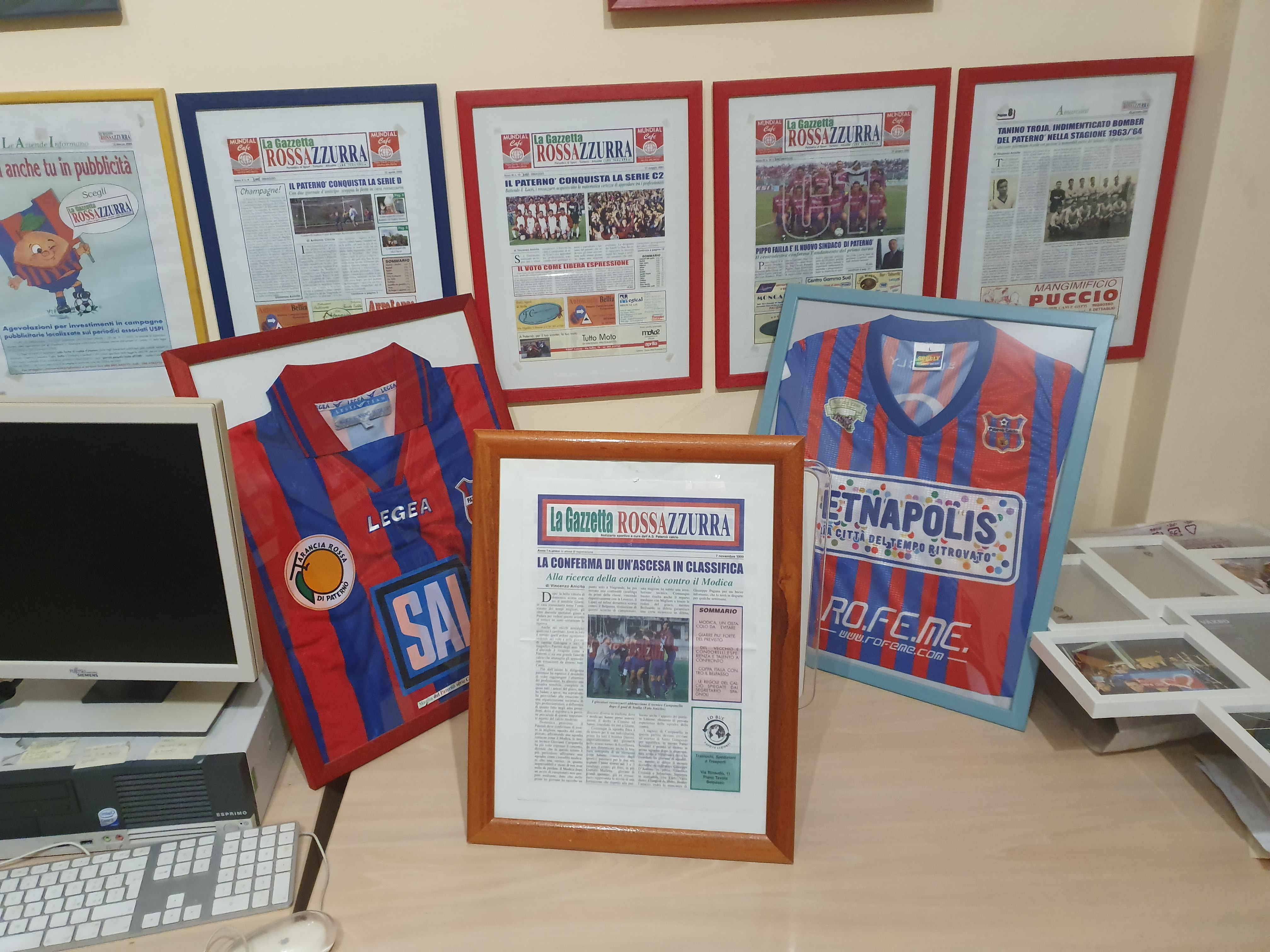

## Struttura
Il giornale fin dal primo numero è stato stampato a colori e ricco di inserti grafici.
Il bacino d'utenza di Gazzetta Rossazzurra abbraccia i comuni di Paternò, Adrano, Belpasso, Biancavilla, Bronte, Catania, Centuripe, Cesarò, Maletto, Misterbianco, Ragalna, Santa Maria di Licodia e Troina.
Il giornale esce con un formato classico che va dalle 16 alle 24 pagine, ma non sono mancati numeri che sono arrivati a 28 o 32 pagine, con un record di 40 pagine nel maggio del 2012. Nel sito internet è peraltro presente un ricco archivio dove poter consultare un consistente numero di giornali precedenti 

## GR MAGAZINE
Nell'estate del 2022, L'AssociazioneGazzetta Rossazzurra, editrice del giornale, pubblica una nuova rivista dedicata al Catania Calcio e a Catania città, dal titolo "GR MAGAZINE". Il Magazine stampato in diverse migliaia di copie, ha da subito raccolto l'attenzione dei lettori, diventando un appuntamento fisso per coloro i quali si recano a vedere le partite del Catania del Presidente Ross Pelligra.

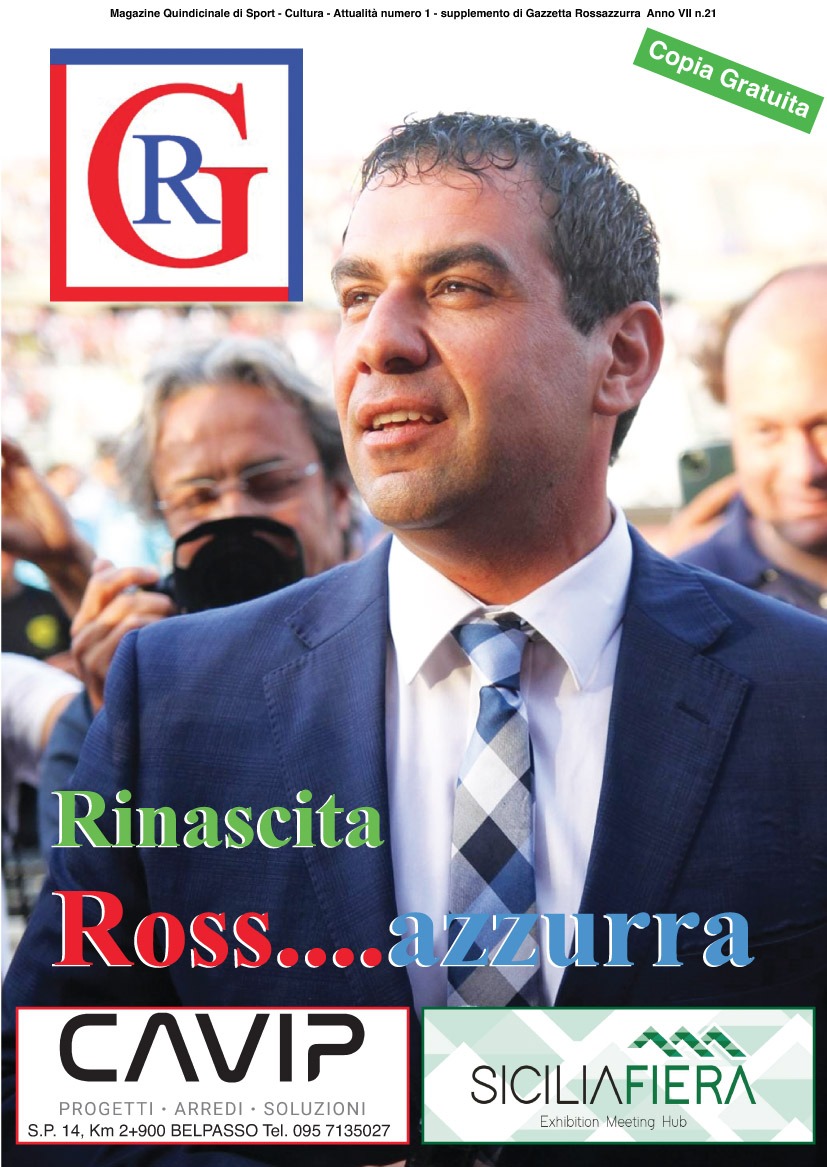